# Wittekindshof
Diakonische Stiftung Wittekindshof, Kurzform: Wittekindshof, ist ein Sozialunternehmen für Menschen mit geistiger und mehrfacher Behinderung sowie psychischen Beeinträchtigungen. Gegründet wurde der Wittekindshof 1887 am Südhang des Wiehengebirges in Volmerdingsen, heute Ortsteil der ostwestfälischen Stadt Bad Oeynhausen im Kreis Minden-Lübbecke, wo sich heute noch sein Hauptsitz befindet. Der Wittekindshof ist tätig in 18 Kommunen in Ostwestfalen, im Ruhrgebiet und im Münsterland.
Der Vorstand wird von Pfarrer Marian Zachow als theologischem Vorstand und Marco Mohrmann als kaufmännischem Vorstand gebildet.

## Geschichte

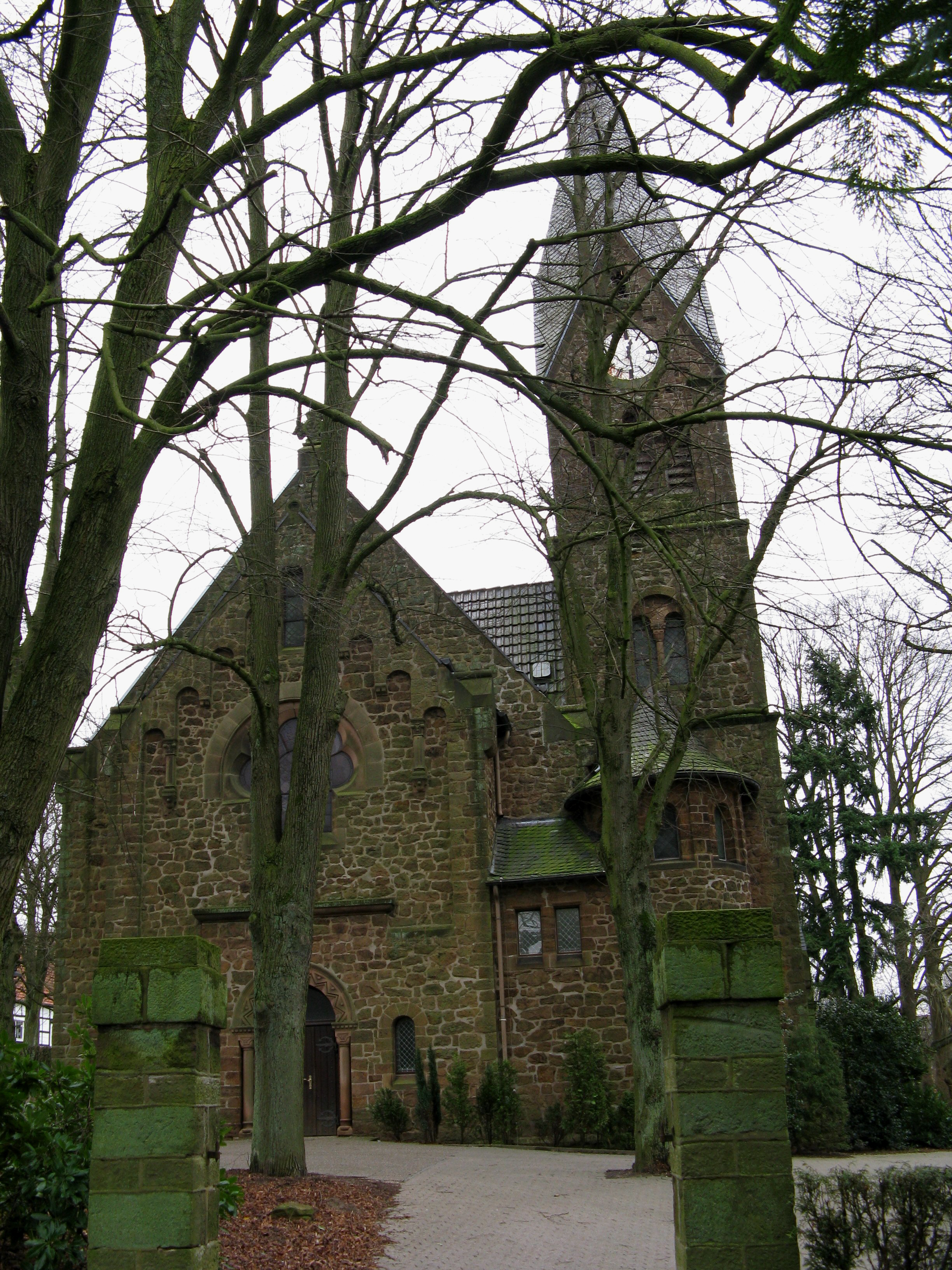
Evangelische Kirche Wittekindshof

Der evangelische Pfarrer Hermann Krekeler gründete 1887 als Pfarrer von Volmerdingsen die Einrichtung. Als Mitarbeiter von Friedrich von Bodelschwingh (sen.) hatte er mehrere Jahre die Arbeit mit behinderten Menschen in Bethel kennengelernt. Weil es in Westfalen kein evangelisches Heim für Menschen mit geistiger Behinderung gab, kaufte er am 2. Mai 1887 eine kleine Hofstätte in Volmerdingsen. Im Januar des gleichen Jahres hatte er die Pfarrstelle in dem Dorf in der Nähe von Bad Oeynhausen übernommen.
Durch die pietistische Erweckungsbewegung, die in dieser Zeit stark in Minden-Ravensberg und damit auch in Volmerdingsen und Umgebung wirkte, waren die Menschen aus ihrem christlichen Glauben heraus bereit, sich für benachteiligte Menschen einzusetzen. So fand die Errichtung dieser neuen Einrichtung große Unterstützung. Sie erhielt den Namen Wittekindshof nach dem Sachsenherzog Wittekind, der in dieser Gegend im 8. Jahrhundert lebte, sich taufen ließ und so zur Verbreitung des Christentums gesorgt haben soll.
Der Erste Weltkrieg stoppte die stetige Weiterentwicklung. Folge der schlechten Versorgungslage waren Hunger und Krankheiten, denen viele Bewohner zum Opfer fielen. Die zweite Hälfte der 1920er Jahre war hingegen geprägt von einer großen Aufbruchsstimmung. Neue Gebäude konnten errichtet oder gekauft werden, darunter ein Krankenhaus und das Schloss Ulenburg bei Mennighüffen mit seinen großen land- und forstwirtschaftlichen Flächen. Auch Medizin und Pädagogik wurden weiterentwickelt.
In der Zeit des Nationalsozialismus geriet der Wittekindshof unter großen Druck. Unter anderem griff der Kirchenkampf auf die Einrichtung über, und von behördlicher Seiter gab es Versuche, im Zuge von Satzungsänderungen den christlichen Charakter der Einrichtung aufzuheben. Die Zwangssterilisation als Mittel der Rassenhygiene akzeptierte man im Wittekindshof, die Ausmerzung behinderter Menschen lehnte man aus christlicher Überzeugung strikt ab. So wurden ab 1934 Zwangssterilisationen im Krankenhaus Bethanien vorgenommen. Im Herbst 1941 mussten von den 1330 Bewohnern rund 950 Personen in staatliche Einrichtungen verlegt werden. Es ist davon auszugehen, dass rund 400 dieser Menschen der NS-Krankenmorde zum Opfer fielen. 1942 wurde im Wittekindshof ein Lazarett der Wehrmacht eingerichtet. Die Arbeit mit den verbliebenen Menschen konnte nur noch unter äußerst erschwerten Verhältnissen erfolgen. Nach Kriegsende 1945 wurde Bad Oeynhausen zum Sitz der Militärregierung der Britischen Besatzungszone. Die Briten beschlagnahmten den Wittekindshof und richteten dort Anfang Juli ein Militärhospital ein. Nur in einem Haus auf dem Gründungsgelände in Volmerdingsen und in Schloss Ulenburg lebten äußerst beengt behinderte Menschen. 1948 gaben die Briten die Häuser wieder frei.
Seit 1949 gibt es eine Brüdergemeinschaft, diese wurde 1954 in die Deutsche Diakonenschaft aufgenommen. 1994 erfolgte die Namensänderung in Diakonische Brüder- und Schwesternschaft. Diese wird geleitet durch ein von den Mitgliedern gewähltes Gremium (den Rat), sowie einen gewählten Ältesten. Auch die Schüler und Studierenden sind durch den von ihnen gewählten Beirat vertreten.
1956 kaufte der Wittekindshof das Annaheim in Gronau, weil die Aufnahmekapazitäten mehr als ausgeschöpft waren. Dort wurde eine zweite Teileinrichtung aufgebaut, die sich in den folgenden Jahrzehnten ständig vergrößerte. Die starke Überbelegung in den 1950er und 1960er Jahren mit großen Wohngruppen und zu wenig Personal führte häufig zu Überforderung der Mitarbeitenden und damit auch zu psychischer und physischer Gewalt gegenüber den Bewohnern.
In den 1960er Jahren verbesserte sich die Situation. Mit dem Kauf von Schloss Benkhausen bei Espelkamp 1962 entstand eine dritte Teileinrichtung. Auf dem Gründungsgelände wurden mehrere neue Gebäude errichtet, darunter moderne Wohnheime, Mitarbeiterwohnungen und Wirtschaftsgebäude. Auch die Angebote wurden weiterentwickelt und die Ausbildung der Mitarbeitenden durch die Gründung eines Heilpädagogischen Seminars professionalisiert. Neben der Medizin konnte sich als wichtige Säule nun auch die Pädagogik etablieren.
In den folgenden Jahrzehnten ging der Ausbau der Angebote weiter. 1980 endete die seit Gründung herrschende strikte Geschlechtertrennung im Wohnen. In den 1990er Jahren wurden neue, selbstständigere Wohnformen eingerichtet und gewannen in der Folgezeit an Bedeutung. 1993 entstand mit dem Meyer-Spelbrink-Haus in Lübbecke-Nettelstedt die vierte Teileinrichtung.
Ende 2001 trat eine neue Satzung in Kraft, mit der unter anderem das Amt des Vorstehers durch einen zweiköpfigen Vorstand ersetzt wurde. Im Zuge der Dekonzentration werden vor allem auf dem Gründungsgelände massiv Plätze abgebaut. Dafür werden Plätze an neuen Standorten aufgebaut, wie zum Beispiel im Ruhrgebiet.
Anlässlich des 125. Jubiläums im Jahr 2012 veröffentlichte die Stiftung wissenschaftliche Forschungsarbeit zur geschichtlichen Aufarbeitung unter dem Namen „Der das Schreien der jungen Raben nicht überhört“. Dem voran ging eine Studie zur Aufarbeitung der Stiftungsgeschichte der 1950er und 1960er Jahre unter dem Titel „Als wären wir zur Strafe hier“. Gewalt gegen Menschen mit geistiger Behinderung. Der Wittekindshof in den 1950er und 1960er Jahren, verfasst von den gleichen Autoren.

## Ermittlungen wegen Verdachts auf Freiheitsberaubung und gefährliche Körperverletzung
Seit Oktober 2019 wird gegen Beschäftigte des Wittekindshofs wegen Verdachts auf Freiheitsberaubung ermittelt. Am 1. Oktober 2019 wurde ein Geschäftsbereich des Wittekindshofs in Bad Oeynhausen von rund 70 Polizeibeamten in Anwesenheit eines Staatsanwalts durchsucht. Die Ermittlungen wurden im Juli 2020 auf weitere Mitarbeiter ausgeweitet und die Bezirksregierungen wurden angewiesen, alle Einrichtungen der Diakonischen Stiftung Wittekindshof zu überprüfen. Zu den 145 Beschäftigten, gegen die Ermittlungen laufen, gehören der ehemalige Leiter eines Geschäftsbereichs, Ärzte, verantwortliche Betreuer und Pflegepersonal; ihnen wird Freiheitsberaubung und gefährliche Körperverletzung vorgeworfen. Das Landgericht Bielefeld stellte in einem Fall fest, dass ein Patient „zum Teil schon bei geringen Anlässen fixiert und auch Reizgas gegen ihn eingesetzt wurde“. Zur Klärung der Vorfälle soll eine unabhängige Expertenkommission eingesetzt werden. Die Ermittlungsakten, die insgesamt 165 Personen betreffen, wurden im Juli 2021 an die Staatsanwaltschaft übergeben. Bei 89 Beschuldigten – meist Pflegekräfte – wurden die Ermittlungen eingestellt. Gegen vier ehemalige leitende Mitarbeiter wurde im September 2022 Anklage erhoben wegen Freiheitsberaubung – teils in schweren Fällen – und gefährlicher Körperverletzung. In 72 weiteren Fällen wird eine mögliche Anklageerhebung noch geprüft.

## Standorte
Die Einrichtungen des Wittekindshofs befinden sich schwerpunktmäßig im nördlichen Ostwestfalen; weitere Standorte liegen in anderen Teilen Westfalens und im Ruhrgebiet.